# 黃品卓
黃品卓（英語：Wong Pun-cheuk）是香港政治人物，曾任市政局民選議員。
黃品卓生於广东新会，兒時起居於香港。黃在香港大學醫科以學士畢業。二戰期間，黃是英軍服務團軍事醫院的院長。其後他到英格蘭進修，回流返港後成為執業醫生。
黃品卓先後領導多個社區組織，包括擔任東方足球隊、海天體育會和精武体育会的榮譽會長。1973年香港市政局選舉，黃氏獲香港革新會提名參選。選後，黃品卓和錢世年因為與黨主席貝納祺出現分歧，而在1974年退黨。黃品卓在1975年成功連任，但未能在1979年競逐第三個任期。